# Djamaa
Djamaa est une commune de la wilaya d'El M'Ghair  en Algérie.

## Géographie

### Situation
Le territoire de la commune de Djamaa est situé au sud-est de la wilaya.
|        | Tendla      |                              |
| M'Rara | Djamaa      | M'Naguer (wilaya de Ouargla) |
|        | Sidi Amrane |                              |

### Localités de la commune
La commune de Djamaa est composée de cinq localités : Djamaa, Mazher, Zaouia, Ourlana, Sidi Yahia et Tigdidine.